# 西尾進路
西尾 進路（にしお しんじ、1935年10月13日 - ）は、日本の経営者。東京都出身。

## 経歴
1964年に慶應義塾大学経済学部を卒業し、同年に日本石油に入社。1992年6月に財務部長に就任し、取締役、経理部長、常務、副社長を経て、2005年6月に新日本石油社長に就任。2010年にJXホールディングス会長に就任し、2012年4月から相談役を務めた。